# Jumpshare
Jumpshare est une plate-forme de communication visuelle qui combine le partage de fichiers, la capture d'écran et l'enregistrement d'écran dans une seule application. Il est disponible sur Windows, MacOS, iOS et en application web Jumpshare utilise un modèle commercial freemium : des comptes gratuits sont proposés avec un stockage limité, tandis qu'un abonnement payant est disponible avec des options de stockage et de partage étendues,,.

## Histoire
La société a été fondée par Ghaus Iftikhar en octobre 2011. Initialement, Jumpshare permettait aux utilisateurs invités de télécharger et de partager des fichiers,,. L'inscription a ensuite été rendue obligatoire. Jumpshare a élargi l'offre en introduisant des outils de capture d'écran et d'enregistrement vidéo le 19 août 2015.

## Sources et références
1. ↑  Klosowski, « Jumpshare, the Easy File Sharing App, Adds Support for Screencasts, Notes, and More », Lifehacker (consulté le 11 septembre 2015)
2. ↑  Paul, « Share files quickly and easily with Jumpshare », PCWorld (consulté le 11 septembre 2015)
3. ↑  Heddings, « Jumpshare is a Super Easy Way to Share Files Online », How-to Geek (consulté le 11 septembre 2015)
4. ↑  TechJuice, « The TechJuice Show, in conversation with Ghaus Iftikhar of Jumpshare », TechJuice (consulté le 11 septembre 2015)
5. ↑  Love, « Take A Tour Of Jumpshare, A Simplified Dropbox That Doesn't Require An Account », Business Insider (consulté le 11 septembre 2015)
6. ↑  Voo, « Share And View 200+ File Formats With Jumpshare », Hongkiat (consulté le 11 septembre 2015)
7. ↑  Lightner, « Share files with one click and view in the browser with JumpShare », CNET (consulté le 11 septembre 2015)
8. ↑  « Jumpshare for Mac 2.0 Adds Screenshot Annotation, Screencasting, Note-Taking Tools And More! », The Jumpshare Blog, 19 août 2015